# 马拉塔
马拉塔是巴西南大河州的一个市镇。总面积80.354平方公里，总人口2444人，人口密度30.4人/平方公里。